# Portada/article octubre 30

## Línia 11 del metro de Barcelona
La Línia 11 del metro de Barcelona és una línia de ferrocarril metropolità soterrada que dona servei a cinc barris de les poblacions de Barcelona i Montcada i Reixac. La línia és de tipus metro lleuger i conducció automàtica, construïda a principis de la dècada del 2000 com a prolongació de la línia 4 a l'estació de Trinitat Nova.